# Puterea discreționară

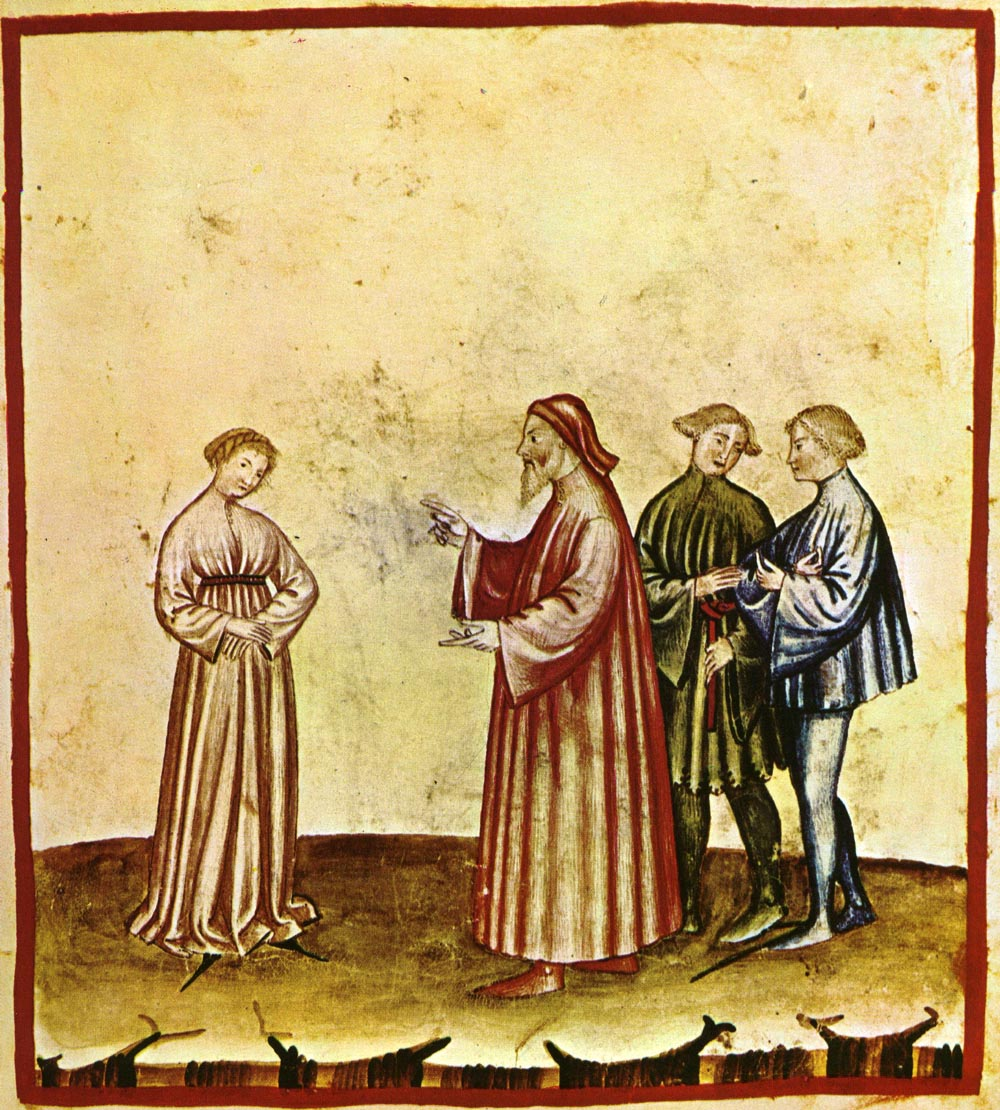
Discretion, Tacuinum Sanitatis casanatensis (XIV secolo)

Puterea discreționară  este folosită atunci când vobim despre  autoritatea cuiva de a acționa prin propriile puteri și judecăți. În drept, puterea de apreciere cu privire la hotărârile judecătorești poate fi exercitată de către un judecător, ca de exemplu faptul că unele dovezi sunt excluse dintr-un proces. Unii privesc puterea discreționară în mod negativ, în timp ce unii o consideră pozitivă. Puterea de apreciere  este prezentă la toate nivelele de aplicare a legii și în multe tipuri de instituții administrative. Puterea  discreționară a fost numită „Arta de a potrivi acțiunea cu anumite circumstanțe specifice" (Lordul Scarman). Cei de la putere sunt de cele mai multe ori în măsură să exercite o puterea dicreționară atunci când vine vorba despre modul de aplicare sau exercitare a acestei puteri. Capacitatea de a lua decizii  reprezintă o alegere responsabilă și o înțelegere a ceea ce este legal, corect sau înțelept.

## În drept
În sistemul juridic, puterea de apreciere este adesea definită ca abilitatea judecătorului de a alege unde, cum și cu ce severitate poate fi pedepsită o persoană care a fost condamnată. O persoană alege să-și utilizeze opțiunile și decide pe care să le folosească, indiferent dacă acesta este un ofițer de poliție ce arestează pe cineva pe stradă (caz penal), sau dacă evacuează pe cineva dintr-un apartament (caz civil), sau oricare dintre aceste două. Există unele argumente care susțin faptul că punerea în aplicare a puterii discreționare anulează sau slăbește statul de drept. Cu toate acestea, legea nu poate fi scrisă fără a utiliza puterea de apreciere și prin urmare, statul de drept  ghidează puterea discreționară către așteptările societății, normele sale, și parțial către interesul public

### Legea penală
Termenul de „Infracțiune" este definit ca o acțiune care este interzisă sau limitată prin lege, restricționată și executată prin intermediul pedepsei. Dar între finalizarea legii și inițierea puterii de apreciere, stă punerea în aplicare a acelor legi. Slujitorii legii și  ofițerii de poliție sunt însărcinați cu aplicarea acestor reglementări, dar de multe ori punerea sub acuzație și arestarea este la latitudinea lor. De exemplu, într-un caz de nereguli în trafic, ofițerul de poliție poate pur și simplu să emită un avertisment. De fapt puterea de apreciere poate fi găsită în toate etapele din sistemul de justiție penală . Victima, are libertatea de a folosi argumentul  auto-apărării și de a raporta infracțiunea cu această ocazie. Dispecerul decide prioritatea apelului, ofițerul care răspunde are libertatea de a lua declarații de la martori, precum și de a reține potențiali suspecți. Suspectul/inculpatul are libertatea de a solicita un avocat, de a decide cum vor pleda și de a putea  accepta o înțelegere.  Procurorul are posibilitatea de a instrumenta un caz, de a renunța la acuzații, precum și de a sugera înțelegeri. Judecătorul are libertatea de alegere de fiecare dată când există obiecții sau sunt aduse  probe. Juriul are puterea de a decide verdictul final. Aceste exemple sunt doar o mică secțiune din lanțul de alegeri făcute la nivelul legii penale.

### Mediul de proveniență
Un articol arată faptul că atunci când ofițerii răspund unui apel de urgență, faptul că zona are o rată mare de oameni negri sau bogați influențează semnificativ decizia ofițerilor de a opri o infracțiune sau un incident raportat. Experiența polițiștilor în medii diferite, afectează modul în care aceștia reacționează la apelurile de urgență. Statutul economic, nivelul de sărăcie, rasa și etnia influențează modul în care un ofițer vede și reacționeaza la mediul înconjurător. Cercetătorul Michael Banton a declarat faptul că „în cartiere diferite poliția oferă servicii diferite". Acesta este un exemplu bun, ce arată cum și de ce poliția are abilitatea de a folosi puterea de apreciere în îndeplinirea sarcinilor. Mediile și cartierele diferite au nivele diferite de pericol, iar în unele dintre acestea se petrec infracțiuni la nivel mai înalt decât în altele. De aceea este posibil ca un polițist să aleagă oprirea unei infracțiuni dintr-o zonă mai înstărită, comparativ cu infracțiunile petrecute în zone instabile economic. În articol se menționează de asemenea faptul că numai proveniența din medii ușor diferite față de cel în care trăiește polițistul, il face pe acesta să trateze situația diferit.
Astfel, ofițerul ar putea trata fiecare persoană în mod diferit. Acest lucru poate fi fie un argument în favoarea folosirii puterii de apreciere, fie un argument împotriva acesteia . Pe de o parte, toți oamenii ar trebui să fie tratați în mod egal, indiferent de rasă sau statut economic. Pe de altă parte, siguranța publică este cea mai importantă îndatorire a unui ofițer. Dacă un ofițer consideră  că o anumită zonă necesită o abordare diferită pentru menținerea siguranței, ar trebui să folosească această putere de apreciere în mod corespunzător.

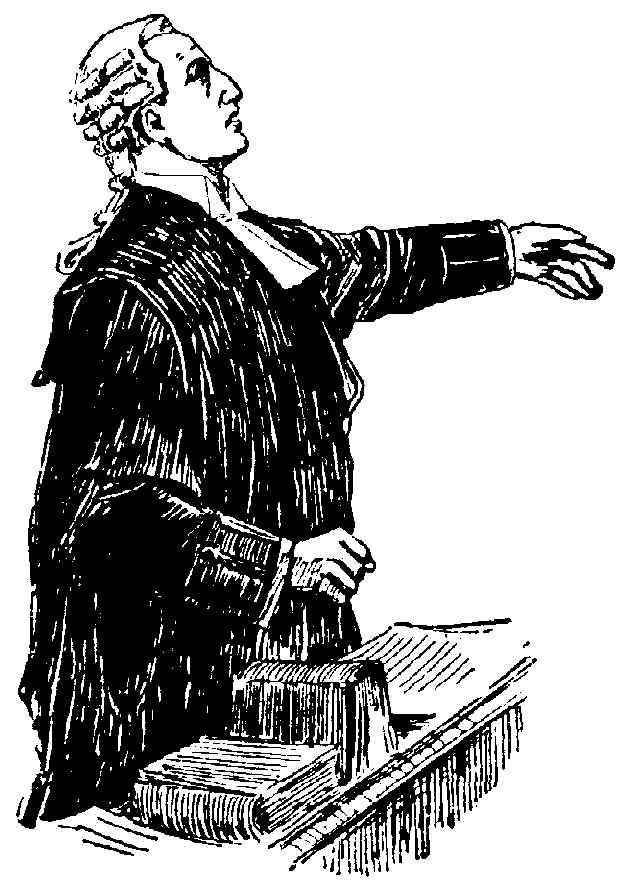
Procuror la locul de muncă

### Legea civilă
În acțiuni civile , judecătorii și jurații pot avea de asemenea puteri discreționare, atunci când vine vorba de despăgubiri. De asemenea, judecătorii au putere de apreciere atunci când acceptă sau resping anumite moțiuni, de exemplu o propunere de amânare. Procurorii au un rol discreționar imens în procesul de justiție penală. Ei au capacitatea de a iniția și finaliza toate urmăririle penale. Tot  ei trebuie să folosească puterea discreționară pentru a evalua drepturile acuzatului, sentimentele victimei, și capacitatea de a penitenciarelor în stabilirea unei pedeapse adecvate. Procurorii controlează înțelegerile făcute cu inculpații și, de aceea, au probabil cel mai apreciativ rol în procesul de justiție penală. Dacă ei cred că o persoană merită să fie în închisoare, ei vor urma această cale, cu toate că sunt conștienți de faptul că  închisorile sunt foarte aglomerate, iar acest fapt ar putea conduce la eliberarea unei persone care nu și-a executat toată pedeapsa.

### Abuzul în serviciu
Este de multe ori greu să controlezi utilizarea puterii de apreciere de către ofițeri din cauza modului în care aceștia  se pliază la diverse situații. Controlul poliției este o parte foarte importantă în menținerea unui echilibru între modul  poliției de a folosi puterea de apreciere, și controlul acesteia astfel încât să nu se ajungă la abuz de putere. Din păcate, poliția are capacitatea de a abuza de putere, fără a fi observată sau reglementată de către comunitatea judiciară sau legislativă, printr-un proces denumit „umbra legală". În acest fel au loc tactici polițienești discutabile, acoperite de privilegii polițienești, susținute cu sprijinul Guvernului. Deși a existat un efort făcut de  Guvernul federal de a reglementa puterea discreționară a poliției, cu excepția cazului în care există un conflict care să includă și Constituția, este dificil pentru ei să se implice. De cele mai  multe ori abaterile poliției  nu atrag suficient de multă atenție încât să fie necesară intervenția federală.
Exercitarea puterii discreționare de către judecători este un aspect inerent al independenței judiciare în doctrina separării puterilor în stat. Dacă standardul de revizuire care se aplică recursurilor este făcut astfel încât să implice exercitarea aprecierii judiciare acesta este un caz de „abuz de putere."
„Abuzul de putere constă în eșecul de a lua în considerare în mod corespunzător faptele  și legile referitoare la o anumită chestiune; un punct de plecare  arbitrar sau irezonabil care pornește de la un obicei juridic precedent prestabilit." Din punct de vedere al exercitării puterii de  apreciere judiciare, „abuzul de putere" cere un standard de revizuire al Curții de Apel, și de asemenea necesită un adevărat „șoc de conștiință" a unei persoane rezonabile pentru a putea inversa decizia făcută anterior.

## Utilizarea pozitivă
Studiile arată că ofițerii de poliție folosesc puterea de apreciere pentru a-și simplifica cerințele foarte complexe de la locurile de muncă și de asemenea, pentru a identifica anumite priorități individuale pe care fiecare ofițer de poliție trebuie să le elimine. Acestea constau în  legi contradictorii și complexe alcătuite de instituții  și responsabilii politici.  Dacă ofițerii ar trebui să citeze sau să aresteze pe cineva de fiecare dată când se încalcă o lege, ne-ar trebui un ofițer de poliție la fiecare 2-3 cetățeni. Lăsăm la latitudinea fiecărui polițist utilizarea puterii discreționare în cazurile neclare. Ar trebui polițistul să amendeze fiecare persoană care încalcă limita de viteză? Unde se trage linia? Aceasta este una dintre multele situații în care puterea discreționară este utilizată. Există și alte lucruri care contribuie la utilizarea individuală a puterii de apreciere. De multe ori sexul sau faptul că provine dintr-o minoritate, ar putea face un ofițer sa utilizeze puterea într-un alt mod decât ar face-o altcineva. Locul în care a crescut un polițist  sau ceea ce a experimentat l-ar putea face  să reacționeze la scenarii diferit. 
Nu toată puterea de aprecierea forțelor de ordine e negativă. De multe ori aceasta este folosită pentru a simplifica și elimina adevărații infractori din rândul cetățenilor obișnuiți .

## Alte contexte
Termenul se folosește de multe ori ca parte a avertizării de la începutul emisiunii „se recomandă discreția telespectatorului". În acest context, VDA avertizează faptul că emisiunea are conținut nepotrivit pentru telespectatorii mai tineri: că este prea explicit în termeni de nuditate, violență și conotații sexuale, sau limbaj licențios. Din cartea Proverbe „O femeie frumoasă fără discreție, este ca un inel de aur în râtul unui porc."